# Bendix Gumpel Schwabe
Bendix Gumpel Schwabe  (* 18. Jahrhundert; † 19. Jahrhundert) war ein deutscher Kaufmann und ab 1813 Sprecher der Juden in Bremen.

## Biografie
Schwabe stammte aus Schwaben. Er lebte in Frankfurt am Main und zog dann nach Bremen um. Er betrieb in Bremen eine Großhandlung für Kolonialwaren. Er musste ab um 1813 an die Stadt jährlich Schutzbürger-Geld (300 Reichstaler) und Personensteuer (40 Rthl.) zahlen und bis 1820 zahlte er das Schutzgeld. 1815 errichtete er auf der Herrlichkeit 14 eine Handlung mit englischen und deutschen Manufakturwaren.
Schwabe wurde 1813 zum Vorsteher der jüdischen Gemeinde in Bremen gewählt. Er meldete der Steuerbehörde 28 männliche Gemeindemitglieder; Frauen und Kinder wurden nicht gezählt.
Schwabe und drei Deputierte beantragten 1814 beim Bremer Rat für die Juden den Erwerb der Bürgerrechte, die freie Religionsausübung und den Bau einer Synagoge mit Schule, die Genehmigung für freien Handel und Gewerbe sowie die Befugnis des Haus- und Grunderwerbs und der Aufnahme von Handfesten und Hypotheken. Der damalige Bürgermeister Johann Smidt und der Rat der Stadt betrieben eine judenfeindliche Politik. Für die Rechte der Juden setzte sich erfolglos der preußische Gesandte bei den Hansestädten Graf August Otto von Grote ein, aber auch der preußische Staatskanzler Karl August von Hardenberg und der österreichische Staatskanzler Fürst Klemens Wenzel Lothar von Metternich. 1817 erneuerte Schwabe erfolglos seine Eingabe an den Rat. 1818 beschloss die Bremische Bürgerschaft „unter keinerlei Art von Bedingung“ Juden aufzunehmen. Die Judenkommission des Rates lehnte 1819 eine Verlängerung der Aufenthaltserlaubnis für Juden über 1829 hinaus ab. Smidt strebte seit 1821 die „völlige Austreibung der Kinder Israels“ als eine angelegentliche Staatssorge an. Die Bremer Tuchhändler beschwerten sich 1820 beim Senat, dass die Juden den Handel in den Vorstädten und im Landgebiet an sich reißen. Schwabe hielt Kontakte zu den jüdischen Gemeinden u. a. in Frankfurt a. M. und sammelte bei seinen zahllosen Reisen auch Kunstgegenstände. Schwabe wurde nach Vegesack-Aumund ausgewiesen, wo er Haus und Grund hatte. 1822 musste er sein Geschäft in Bremen aufgeben und zog nach Bayern um.
Die in der Franzosenzeit zugewanderten Juden mussten wieder ausreisen oder Fremdenkarten annehmen,
drei alte Schutzjudenfamilien mussten nach Hastedt zurückkehren und wieder Schutzbriefe annehmen. 1826 lebten nur noch zwei vom Königreich Hannover übernommene Schutzjuden in Bremen. 1849 wurde es den Juden wieder erlaubt, sich in Bremen niederzulassen.